# 卡瓦爾斯卡斯
卡瓦爾斯卡斯是立陶宛的城市，位於阿尼克什奇艾西南15公里的什文托伊河畔，由烏田納縣負責管轄，海拔高度82米，市內的教堂在1857年至1887年興建，2010年人口678。